# Promecidus flavipennis
Promecidus flavipennis là một loài bọ cánh cứng trong họ Cerambycidae.